# Daniel Schlumberger
Daniel Théodore Schlumberger (* 19. Dezember 1904 in Mülhausen; † 21. Oktober 1972 in Princeton (New Jersey)) war ein französischer Archäologe, der besonders auf Vorderasien sowie Afghanistan und hier auf die Jahrhunderte nach der Ankunft von Alexander des Großen spezialisiert war. Er war von 1945 bis 1964 Direktor der Délégation archéologique française en Afghanistan und von 1955 bis 1967 Professor an der Universität Straßburg. Anschließend leitete er das Institut français d’archéologie du Proche-Orient in Beirut.

## Leben
Schlumberger entstammte einer großbürgerlichen protestantischen Industriellenfamilie (siehe Schlumberger (Familie)) im elsässischen Mülhausen. Er studierte Geschichte an der Universität Straßburg bei Paul Perdrizet (der sein Onkel war), Eugène Cavaignac, Lucien Febvre, Marc Bloch und André Piganiol. Im Jahr seines Licence-Abschlusses 1925 begleitete er Perdrizet erstmals zur archäologischen Feldforschung nach Ägypten. Ein Aufbaustudium in Paris schloss er 1927 mit dem Diplôme d’études supérieures ab.
Nach dem Studium nahm er an der von Perdrizet geleiteten archäologischen Mission im damaligen französischen Mandatsgebiet Syrien teil, wo er mit Henri Seyrig zusammenarbeitete. Als dieser 1929 Direktor der Antikenverwaltung in Syrien und Libanon wurde, ernannte er Schlumberger zum Inspektor des Service des Antiquités du Haut-Commisariat de la France au Levant. In dieser Funktion arbeitete er vor allem in Syrien, insbesondere im Nordwesten von Palmyra (1933–1935), und grub 1936–1939 die Umayyaden-Festung von Qasr-al-Khayr-al-Gharbi (717 errichtet) aus. Daneben wurde er 1938 Mitarbeiter des französischen Instituts in Damaskus und 1941 dessen Generalsekretär. Tatsächlich hielt er sich jedoch wenig an dem Institut auf, da er sich hauptsächlich seiner archäologischen Arbeit widmete. Während des Zweiten Weltkriegs schloss er sich 1941 den Forces françaises libres von General de Gaulle an und wurde im Jahr darauf nach Brazzaville im Kongo entsandt, wo er dank seiner Deutschkenntnisse als politischer Kommentator im Radio eingesetzt wurde. 1944 kehrte er als Leiter des frei-französischen Presse- und Rundfunkdienstes nach Beirut zurück.
1945 ging er nach Kabul, wo er in Nachfolge von Joseph Hackin bis 1964 Direktor der Délégation Archéologique Française en Afghanistan (DAFA) war. Dort leitete er unter anderem die Ausgrabungen von Balch (dem antiken Baktra; 1947 und 1955–1956) und der königlichen Residenz der Ghaznawiden von Lashkari Bazar aus dem 11. und 12. Jahrhundert (beim heutigen Laschkar Gah; 1949–1951). Von 1952 bis 1966 grub er den Kuschana-Tempel bei Surch Kotal aus dem 2. bis 3. Jahrhundert n. Chr. aus. Schlumberger interessierte sich vor allem für monumentale Architektur wie Tempel und Paläste sowie für Inschriften. Alltäglichere Zeugnisse der materiellen Kultur waren hingegen nicht sein Forschungsgebiet.
Die Universität Paris verlieh Schlumberger 1950 auf Grundlage seiner Schriften zum Nordwesten Palmyras und zum griechischen Geld im Achämenidenreich das doctorat d’État (entspricht etwa einer Habilitation). Ab 1955 hatte er zusätzlich eine Professur an der Universität Straßburg inne und arbeitete während der folgenden zehn Jahre abwechselnd in Frankreich und Afghanistan. Der Lehrstuhl, auf den er berufen wurde, war eigentlich der Geschichte und christlichen Kunst des Orients mit Schwerpunkt auf Byzanz gewidmet, wofür Schlumberger jedoch kein Experte war. Er weitete daher das Lehrprogramm mit Zustimmung der Fakultät auf die Geschichte verschiedener Zivilisationen des Vorderen Orients von der Antike bis zum Mittelalter aus. 1958 wurde er Mitglied der Académie des inscriptions et belles-lettres.
Nachdem Khan Gholam Serwar Nasher von Kundus die ersten Überreste der griechischen Stadt Ai Khanoum entdeckt hatte, konnte Schlumberger die Fundstätte 1963 kurz besichtigen und erwirkte im Folgejahr die Genehmigung für die DAFA, diese auszugraben. Schlumberger leitete diese Grabung aber nicht selbst, sondern überließ dies, nach den ersten Vorarbeiten, seinem Nachfolger Paul Bernard. Dieser löste Schlumberger 1965 als Direktor der DAFA ab. Seit 1964 war er korrespondierendes Mitglied der British Academy. 1967 ging er als Nachfolger von Henri Seyrig als Direktor des Institut français d’archéologie du Proche-Orient nach Beirut. Nachdem er bereits 1969 infolge einer Thrombose eine partielle Lähmung erlitten hatte, starb Schlumberger 1972 während eines Studienaufenthaltes am Institute for Advanced Study in Princeton. Er war verheiratet und Vater von fünf Kindern.

## Veröffentlichungen
- Les Fouilles de Qasr el-Heir el-Gharbi. Paris 1939.
- Descendants non-méditerranéens de l’art grec. In: Syria. Band 37, 1960, S. 131–166 (Digitalisat) und 253–318 (Digitalisat).
- The excavations at Surkh Kotal and the problem of Hellenism in Bactria and India. London 1962.
- L’Orient hellénisé. L’art grec et ses héritiers dans l’Asia non méditerranéenne. Paris 1970.
  - Der hellenisierte Orient. Die griechische und nachgriechische Kunst außerhalb des Mittelmeerraumes. Holle Verlag, Baden-Baden 1969 (Paperback-Ausgabe 1980, ISBN 3-87355-202-7).
- mit Marc Le Berre und Gérard Fussman: Surkh Kotal en Bactriane. I: Les temples (= Mémoires de la Délégation Archéologique de la Française en Afghanistan. Band 25). Paris 1983.
- Parthian Art. In: Ehsan Yarshater (Hrsg.): The Cambridge History of Iran 3.2. The Seleucid, Parthian and Sasanian Periods. Cambridge u. a. 1983, S. 1027–1054.